# Tanti saluti
| Recensione | Giudizio |
| ---------- | -------- |
| Rumore     |          |

Tanti saluti è un disco del gruppo musicale italiano degli Ex-Otago, pubblicato nel 2007 dalla Riotmaker Records e distribuito dalla Warner.
Pubblicato quattro anni dopo il precedente The Chestnuts Time il disco segna una svolta nello stile musicale del gruppo, che passa dal pop acustico ad uno ricco di arrangiamenti, orchestrali ed elettronici.

## Tracce
1. Luisa – 2:42
2. Cooking Ovation – 3:31
3. Radio scapolo d'oro – 0:51
4. Amato the Greengrocer – 4:50
5. Robilante – 4:06
6. Che tempo faceva – 2:47
7. Pertini Is a Genius, Mirinzini Is Not Famous – 3:31
8. Song for Sasha – 4:09
9. Bar centrale – 2:25
10. Waiting for the Stairs – 3:00
11. Senti come pompa – 1:00
12. Going to Panama – 4:46

## Formazione
- Maurizio Carucci – voce
- Alberto Argentesi – tastiere, voce
- Simone Bertuccini – chitarra
- Simone Fallani – batteria